# Kykladerne
Kykladerne (på græsk Κυκλάδες) er en øgruppe og et præfektur i det Ægæiske hav med omkring 220 øer. De største er Ándros, Ios, Kéa, Kythnos, Mílos, Mykonos, Náxos, Páros, Serifos, Syros, Tínos og Santorini.
Kykladerne består af mange øer og de største er:
- Amorgos
- Anafi
- Andros
- Antimilos
- Antiparos
- Delos
- Donoussa
- Folegandros
- Gyaros
- Ios
- Iraklia
- Kéa
- Keros
- Kimolos
- Koufonisia
- Kythnos
- Makronisos
- Milos
- Mykonos
- Naxos
- Paros
- Polyaigos
- Rinia
- Santorini (Thira/Thera)
- Schinoussa
- Serifos
- Sifnos
- Sikinos
- Syros
- Thirasia
- Tinos

| - Kykladerne i Ægæerhavet |